# Satrapia

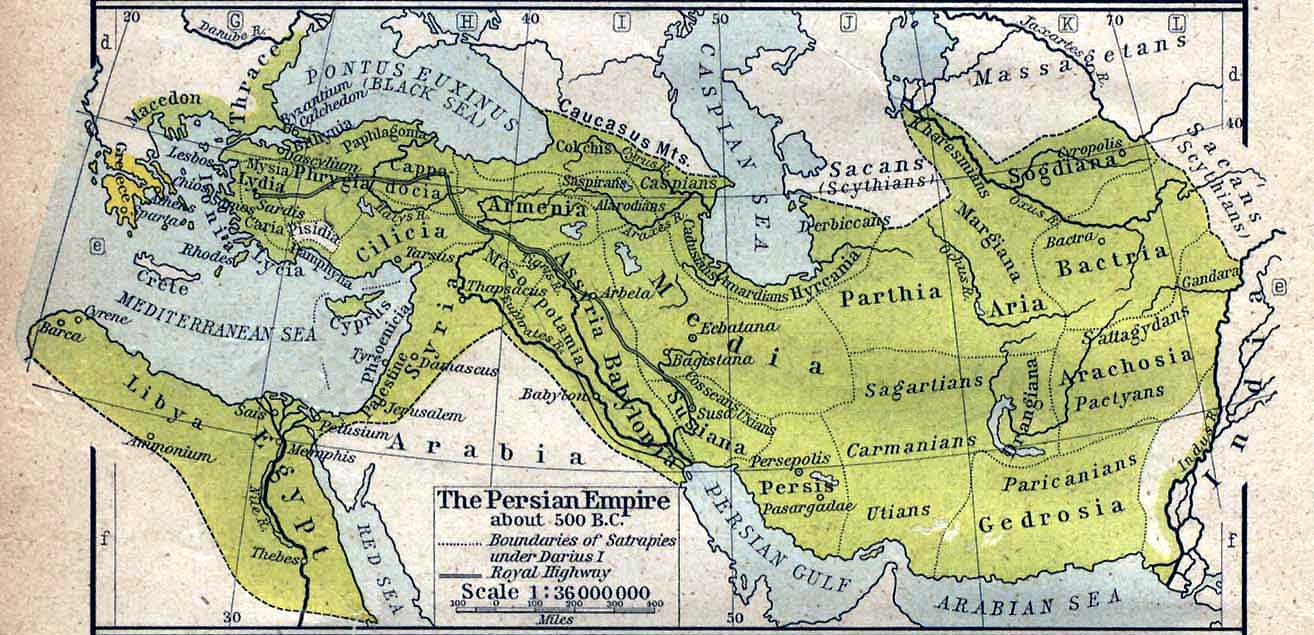
Podział Imperium Perskiego w 500 r. p.n.e.

Satrapia – okręg administracyjny w starożytnym Iranie, zarządzany przez satrapę. Podział administracyjny na satrapie wprowadzili Achemenidzi.
Teren satrapii zazwyczaj pokrywał się z terenem dawnego państwa lub terenem zajmowanym przez lokalne ludy, choć podziały administracyjne zależały od panującego:
- Duże satrapie były dzielone na mniejsze prowincje, władców których także zwano satrapami albo z grecka hiparchami (gr. hyparchos ‘podwładny’)[1].

- Niekiedy dwie satrapie były przyznawane jednemu dostojnikowi.

- W okresach, w których następowało osłabienie władzy centralnej w państwie, satrapie uzyskiwały praktycznie niepodległość, szczególnie kiedy satrapa łączył władzę cywilną i wojskową w swojej satrapii. Rebelie satrapów stały się częstym zjawiskiem w V w. p.n.e.